# 特拉維夫輕鐵

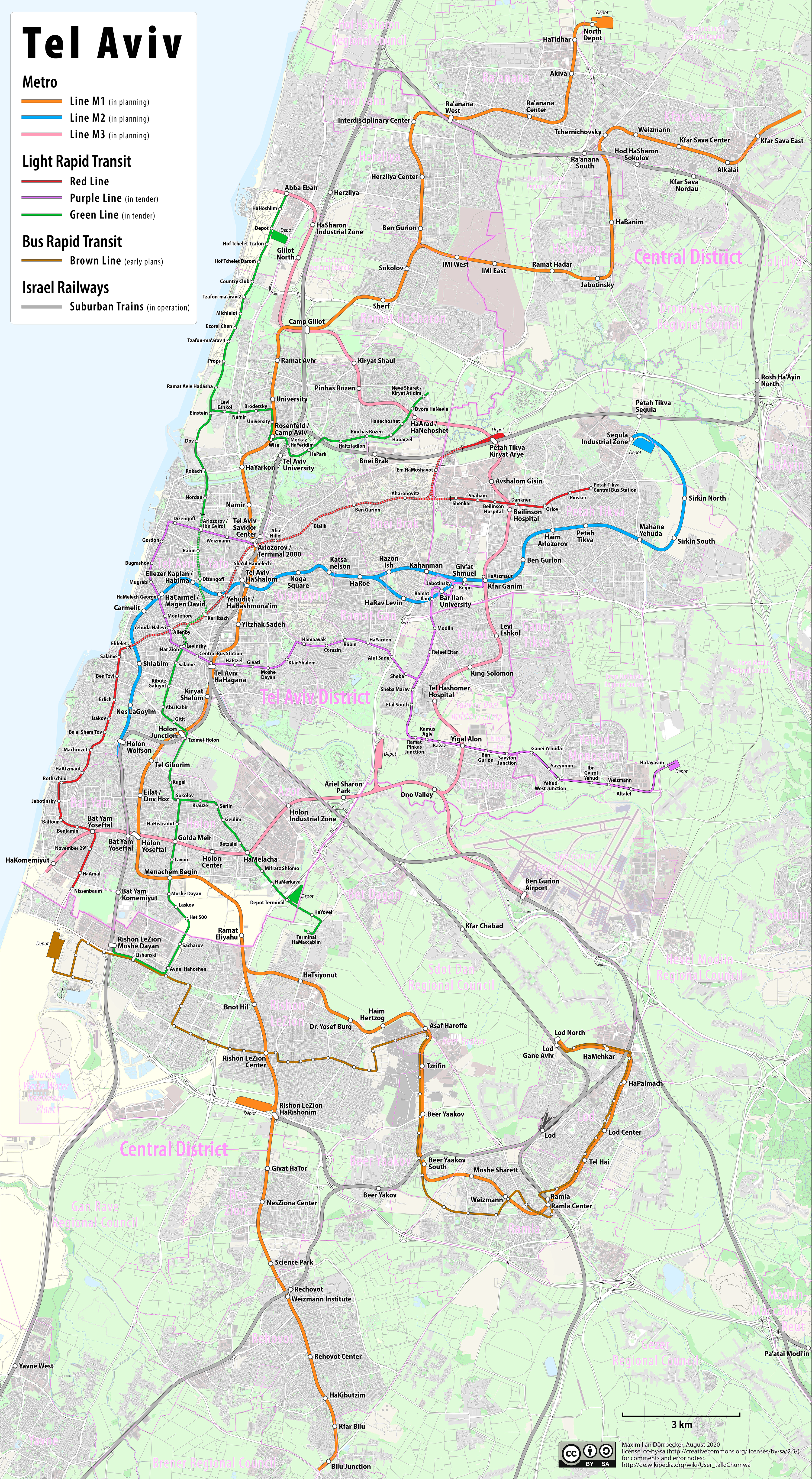

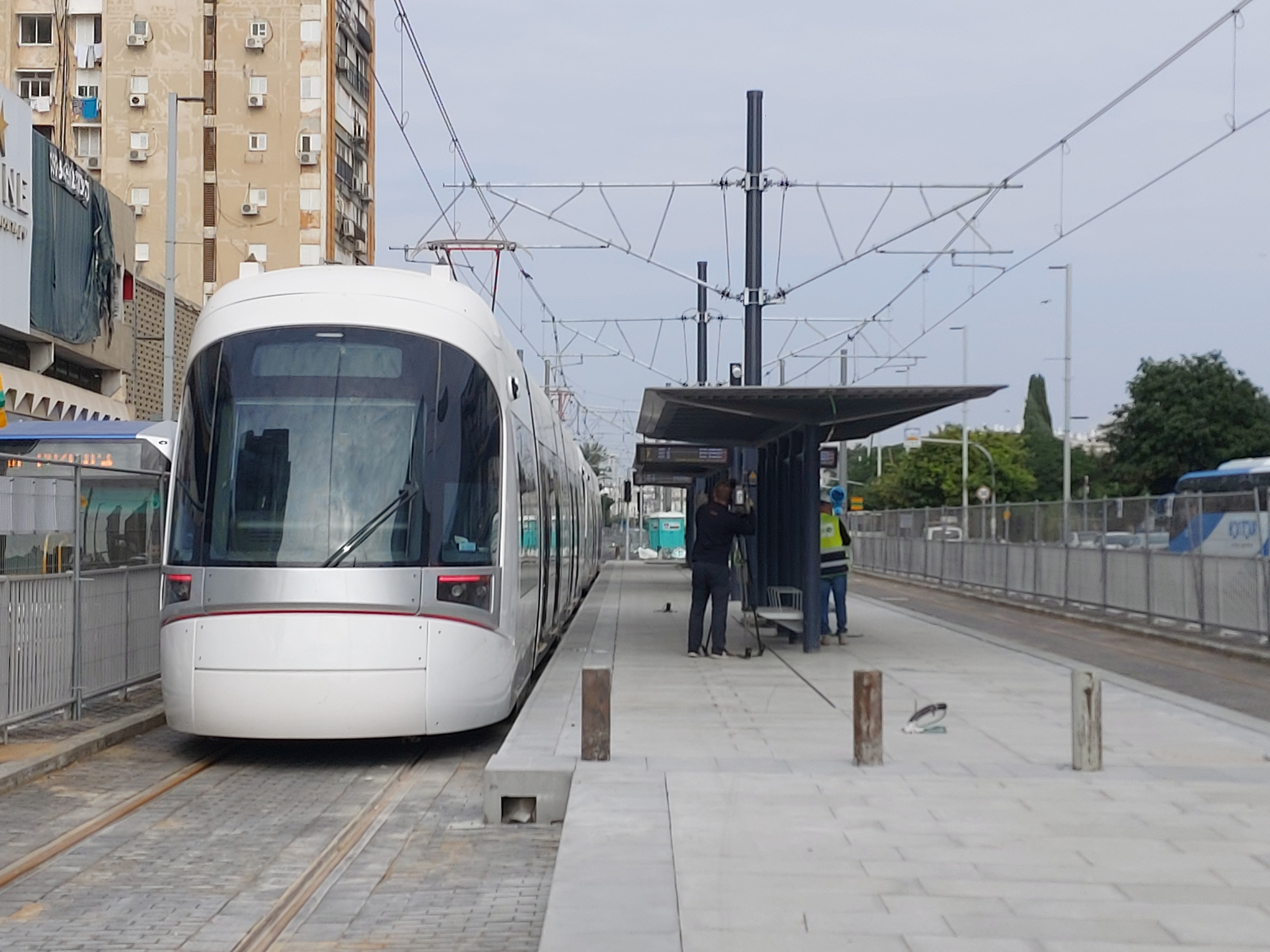
攝於2022年11月

特拉維夫都會區大眾交通系統是特拉維夫都會區計劃的一個公共交通系統，將包括輕軌、巴士等不同類型的公共交通方式。特拉維夫輕鐵的首條線路紅線動工於2011年9月21日，于2023年8月18日通車。深圳市地鐵集團與中國中鐵等企業參與特拉維夫輕鐵的建設，由中车长客提供车辆，綠線和紫線也已分別於2019年和2018年開工，首列车于2019年下线，這也使得特拉維夫將成為以色列在海法之後第二個擁有轨道交通的城市。

## 外部連結
- June 2010 update to the map of National Outline Plan 23 regarding the light rail （页面存档备份，存于） at the Israel Land Administration
- NTA (in English) （页面存档备份，存于） – Tel Aviv Subway developer, builder and operator.
- NTA (in Hebrew) （页面存档备份，存于）
- Map of all lines （页面存档备份，存于） on Govmap.gov.il